# Roy A. Rappaport
Roy A. Rappaport, född 1926, död 1997, var en amerikansk antropolog.
Rappaport utvecklade en funktionalistisk homeostatbegrepp i sina studier om tsambaga maringfolket i det inre av Nya Guinea.
I sin studie av ritual bland dem fokuserade Rappaport på den funktionella aspekten på ritualer och krig. Tsambaga maring är krigiska, men Rappaport hävdade att det fanns en inneboende funktionell koppling mellan krigsaktiviteten och tsambaga marings rituella cykel. Var 12:e till 15:e år arrangerade tsambaga maring kaikohögtiden, som vara i ett helt år och kulminerar i en krigföring mot grannfolk. Vid kaiko offrades grisar till förfäderna och en frikostig utväxling av gåvor ägde rum. Rappaport menade att kaiko börjar när det fanns så många grisar att de förstör mer värde (gröda) än producerar (kött). Dessutom måste svinaherdar - kvinnor- röra sig längre och längre bort från byn (vilket ökade risken för militära attacker). Krigets syfte var att erövra territorium, varmed systemet stabiliserades.
Efter publiceringen av resultatet, Pigs for the Ancestors (1968) debatterades monografin i åratal. Rappaport hade visat ett statiskt samband mellan ekologiskt tryck och rituell aktivitet.